# 도키 요리유키 (1608년)
도키 요리유키(일본어: 土岐頼行, 1608년 ~ 1685년 1월 14일)는 에도 시대의 다이묘로, 다카쓰키 번의 2대 번주, 시모사 소마 번주, 가미노야마번의 초대 번주이다. 누마타번 도키가(沼田藩土岐家) 제2대 당주. 다른 이름은 요시유키(義行).
다카쓰키 번의 초대 번주 도키 사다요시의 아들로 태어났다. 관위는 종5위하, 야마시로노카미이다. 겐나 5년(1619년), 아버지 사다요시가 사망하자 도키가를 계승하여 다카쓰키 번주가 되었으나, 나이가 어리다는 이유로 다카쓰키 2만 석 영지에서 시모사 소마 번 1만 석 영지로 삭감 전봉되었다.
간에이 원년(1624년) 10월 28일, 종5위하, 야마시로노카미에 서임되었다. 간에이 5년(1628년) 2월 10일, 1만 5천 석을 추가받아 가미노야마 2만 5천 석 영지로 옮겨갔다. 이후 토지조사와 가도 정비, 도시 정비를 실시하여 번 통치의 기초를 닦는 한편, 조선통신사 향응 역, 오사카성 수비 당번, 고후 근번 등을 역임하였다.
간에이 6년(1629년)부터 간에이 9년(1632년)까지는 시에 사건으로 처벌된 다쿠안 소호의 신병을 접수하여 보호하였다. 처음에는 둘째 아들 요리나가가 적자였으나, 행실이 불량하고 병약하여 폐적되었고, 엔포 6년(1678년) 8월 16일, 맏아들 요리타카에게 번주직을 물려주고 은거하였으며, 출가하여 호를 소제(宗是)라 하였다. 조쿄 원년 12월 10일에 77세로 사망하였다.
| 전임 도키 사다요시 | 제2대 다카쓰키 번 번주 (도키가) 1619년 | 후임 마쓰다이라 이에노부 |

| 전임 막부령(도키 사다요시) | 시모사 소마 번 번주 (도키가, 재봉) 1619년 ~ 1628년 | 후임 폐번 |

| 전임 가모 다다토모 | 제1대 가미노야마번 번주 (도키가) 1628년 ~ 1678년 | 후임 도키 요리타카 |